# Fred Åkerström

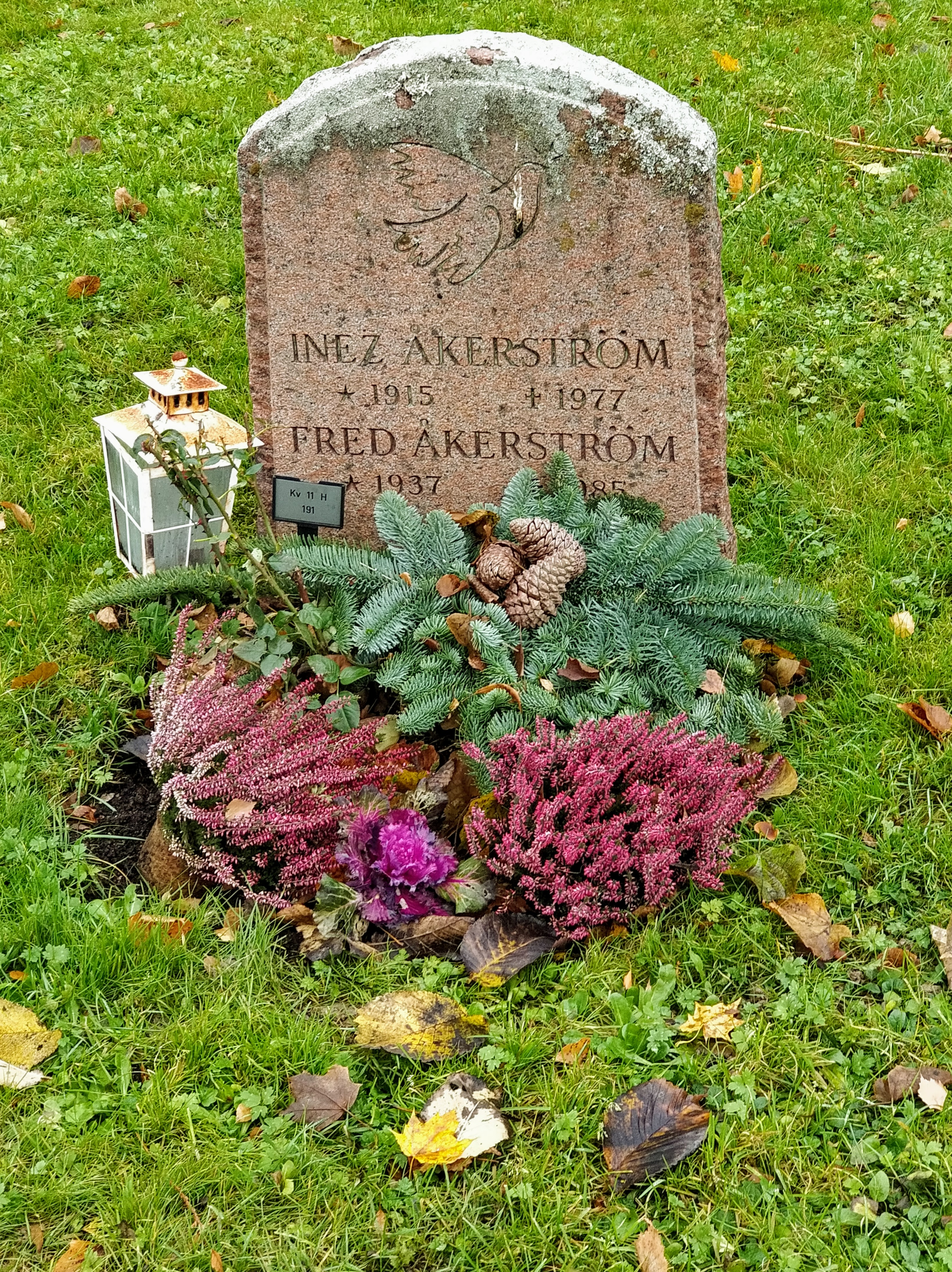
Fred Åkerström, gravvård på Norra Begravningsplatsen, Solna.

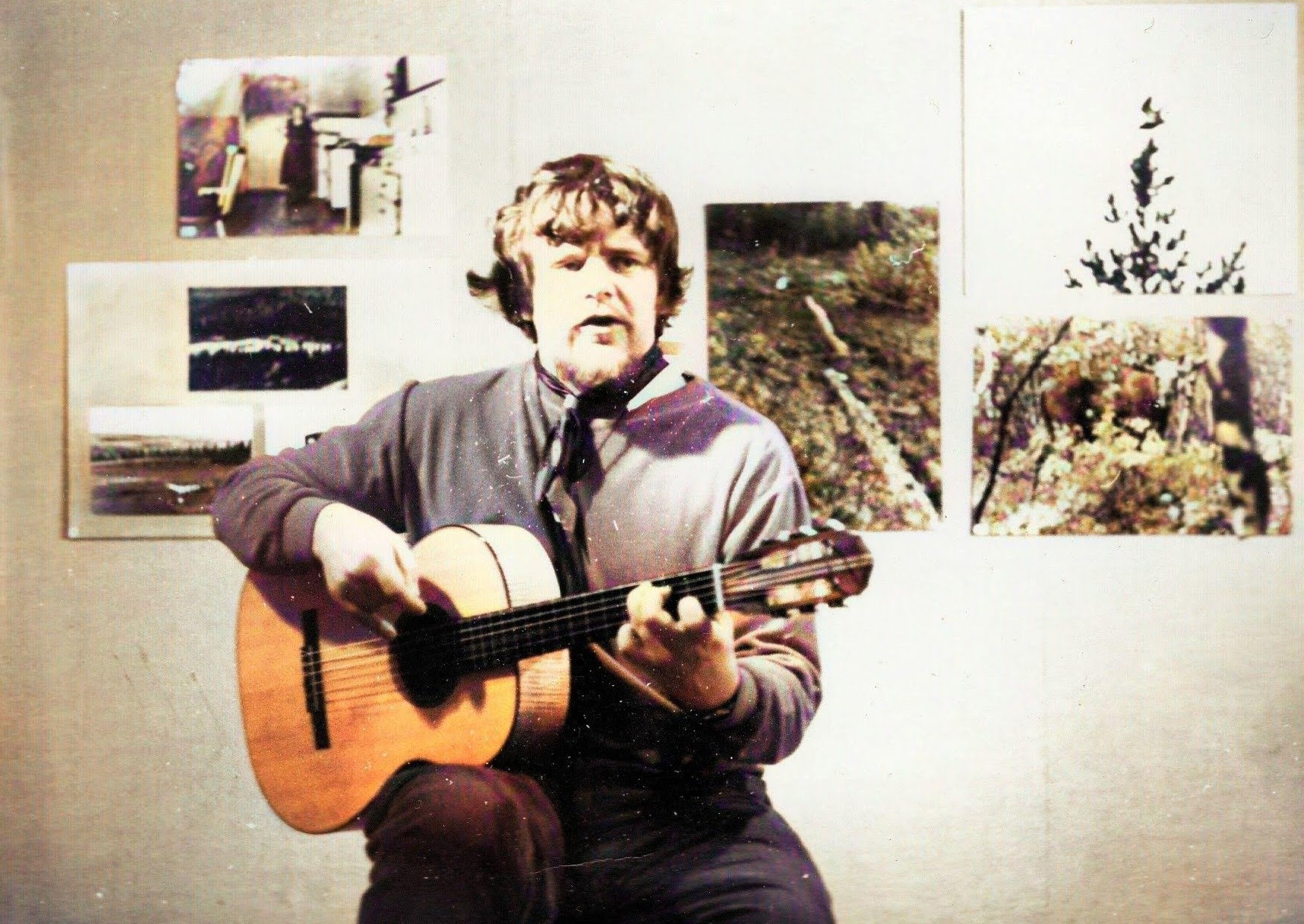
Fred Åkerström uppträder på Haparanda stadsbibliotek 1970.

Fred Bo Gunnar Åkerström, ursprungligen Bo Gunnar Åkerström, född 27 januari 1937 i Högalids församling i Stockholm, död 9 augusti 1985 i Karlskrona, var en svensk trubadur och textförfattare.

## Biografi

### Uppväxt
Fred Åkerström var son till tapetseraren Gunnar Åkerström (1911–1995) och Inez Holmberg (1915–1977).
Han växte upp på Norrtullsgatan i Stockholm under enkla förhållanden och gick i skolan på Matteusskolan. Hans föräldrar skilde sig och modern Inez startade en syateljé som förbättrade familjens ekonomiska situation avsevärt. Åkerströms första år i vuxenlivet var en tid där han hankade sig fram genom en rad olika ströarbeten. Intresset för visor hade funnits länge då han som barn hört Ruben Nilson.

### Tidig karriär
I början av 1960-talet gjorde Åkerström succé på Vispråmen Storken med sina Ruben Nilson-tolkningar. Skivbolaget Metronomes Anders Burman fick upp ögonen för den kraftfulle unge mannen och 1963 kom debutplattan Fred Åkerström sjunger Ruben Nilson. 
Åkerström blev en av de ledande vissångarna och trubadurerna i Sverige under 1960-talet med innerlig och lätt skrovlig basröst. Han spelade också en roll i samband med att Cornelis Vreeswijk slog igenom. Från början var det tänkt att Åkerström skulle tolka Vreeswijks visor på skiva, men producenten Anders Burman insåg Vreeswijks egen stora begåvning som sångare och artist och lät honom därför sjunga in dem själv. Relationen mellan Åkerström och Vreeswijk var stundtals varm och intensiv, stundtals kall och distanserad. Många har vittnat om den rivalitet som rådde mellan dem, men de hyste alltid en ömsesidig stor respekt för varandra. Vreeswijk tillägnade senare Åkerström en visa efter dennes bortgång.
År 1964 genomförde Åkerström en uppmärksammad visturné tillsammans med Ann-Louise Hanson och Cornelis Vreeswijk. Samarbetet resulterade senare i en LP (Visor och oförskämdheter).

### Samhällskritikern
Under andra halvan av 1960-talet politiserades Åkerström och han spelade in många politiska visor, som till exempel "Kapitalismen". Han gick senare med i KPML(r) och bildade Yrkestrubadurernas förening – YTF tillsammans med bland andra Vreeswijk, Bengt Sändh och Finn Zetterholm.

### Bellmantolkaren
Dottern CajsaStina – namngiven efter Fredmans epistel nummer 1 – föddes 1967. Därefter började Åkerströms ekonomi bli allt sämre liksom hans leverne. Han fann räddningen i sina tolkningar av Carl Michael Bellman. Tolkningarna blev en succé, då många ansåg att Åkerströms röst var som klippt och skuren för dessa visor. År 1978 gjorde han rollen som Fredman i Lars Forssells pjäs Haren och vråken på Stockholms stadsteater. Speciellt hans tolkning av Bellmans Glimmande nymf är mycket känd.

### Övriga tolkningar
År 1972 släppte Åkerström albumet Två tungor med balladen "Jag ger dig min morgon", där han skrev en text på svenska till Tom Paxtons "I Give You the Morning". "Jag ger dig min morgon" har blivit Åkerströms mest kända sång. 
Åkerström har släppt skivor med Ruben Nilsons visor (första LP:n 1963), Birger Sjöbergs Frida-visor, Stig Dagermans Dagsedlar och Fritz Sjöströms visor på olika skivor.

### De sista åren
I slutet av 1970-talet hade Åkerström skilt sig från sin hustru Ingrid som flyttade med dottern till Småland. Efter ett liv i ensamhet och depression hade Åkerström dock fått upprättelse genom sina Bellmantolkningar. Samtidigt träffade han även Expressen-journalisten Margareta Rost som han 1980 gifte sig med. Fyra år senare var dock äktenskapet slut och Åkerström fick då allvarliga alkoholproblem. Han avled i sviterna av alkoholförgiftning och hjärtproblem i sitt hem i Karlskrona i augusti 1985. Hans bortgång innebar en "rungande tystnad" enligt kulturjournalisten Oscar Hedlund. Åkerström har ansetts som en av de främsta vissångarna i Sverige. Hans intensiva inlevelse och kraftfulla men också känsliga röst lämnade få oberörda som såg honom framträda. Enligt Hedlund kunde Åkerströms röst karakteriseras som ”en naturbaryton belagd med cuprinol”.

### Familj
Första gången var Åkerström gift 1966–1974 med konsthantverkaren Ingrid Swärdshammar (född 1940), dotter till målarmästaren Johannes Carlsson och Elsa, ogift Ågren. I detta äktenskap fick han en dotter: artisten Cajsa Stina Åkerström (född 1967). Andra gången var han gift 1980–1983 med journalisten Margareta Rost (1948–2013), dotter till ingenjören Anders Rost och Christina, ogift Björnson.
Åkerström ligger begravd på Norra begravningsplatsen i Solna.

## Diskografi
- Fred Åkerström sjunger Ruben Nilson (1963)
- Fred besjunger Frida (1964), visor av Birger Sjöberg
- Visor och oförskämdheter (1964), konsertturnén med Cornelis Vreeswijk och Ann-Louise Hanson
- Visor i närheten (1965) Åkerström sjunger Fritz Sjöströms visor
- Doktor Dolittle (1965) Endast låten "Jag tror aldrig jag sett på maken"
- Dagsedlar åt kapitalismen (1967), bl.a. Sådan är kapitalismen och tonsättningar av Stig Dagerman
- Fred sjunger Bellman (1969)
- Mera Ruben Nilson (1971)
- Låt almarna leva (1971) Blandade artister live. Åkerström sjunger "Luffaren", "Kapitalismen" och "Prästen och slaven"
- Två tungor (1972), med bl.a. Jag ger dig min morgon
- Stöd de strejkande hamnarbetarna (1974) Låtar live "Åkare Lundgren", "Rallarvisa" och "En valsmelodi"
- Glimmande nymf (1975), med Trio CMB (gitarr, flöjt, cello)
- Bananskiva (1976), med Gösta Linderholm
- Vila vid denna källa (1977), med Trio CMB (gitarr, flöjt, cello)
- Sjöfolk & landkrabbor (1978)
- Åkerströms blandning (1982)
- Fred Åkerström – Ruben Nilson (liveinspelning från 1983, utgiven 2012)

## Filmografi
- 1979 – Barnförbjudet [8]
- 1984 – Ruben Nilson, visdiktaren - målaren - plåtslagaren [8]

## Teater

### Roller
| År   | Roll              | Produktion                                | Regi            | Teater                 |
| ---- | ----------------- | ----------------------------------------- | --------------- | ---------------------- |
| 1978 | Fredman           | Wärdshuset Haren och Vråken Lars Forssell | Fred Hjelm      | Stockholms stadsteater |
| 1979 | Bispen, legoknekt | Två på häst och en på åsna Oldrich Danek  | Thomas Ryberger | Stockholms stadsteater |

## I populärkultur
I filmen Cornelis spelas Fred Åkerström av skådespelaren David Dencik. Vid scenen då Vreeswijk är hemma hos Ingalill Rehnberg hör man hur den verklige Åkerström sjunger Ruben Nilsons visa ”Åkare Lundgrens begravning” (dock med felet att scenen utspelas år 1962, och Åkerström spelade in sången år 1963). Dencik blev Guldbaggenominerad 2011 för rollen.
I filmen Torsk på Tallinn spelas ”Jag ger dig min morgon” ett flertal gånger och Robert Gustafsson själv har sjungit en bit av sången under ett inspelat framträdande.
År 2011 kom boken Du och jag, farsan ut på marknaden. Boken är skriven av Fred Åkerströms dotter Cajsa Stina Åkerström, där hon berättar om tiden med sin far. År 2014 kom boken  Ingenstans är man fri som en fågel, en biografi av Peter Mosskin.
År 2024 kom boken Fred Åkerström: Biografin ut, skriven av musikjournalisten Lars Nylin. Boken till skillnad från tidigare biografier skildrar hela Åkerströms liv från början till slut.

## Fred Åkerström-stipendiet
Två år efter Fred Åkerströms död instiftades av Visfestivalen i Västervik i samarbete med Länsförsäkringar ett stipendium till Fred Åkerströms ära. Stipendiet delas ut på festivalen varje år och 2005 tilldelades det Fred Åkerströms dotter.